# Quyquyhó

Quyquyhó é um distrito do departamento de Paraguarí, no Paraguai.

## Transporte
O município de Quyquyhó é servido pelas seguintes rodovias:
- Caminho em terra ligando a cidade ao município de Caapucú
- Caminho em terra ligando a cidade ao município de Mbuyapey[1][2][3]

## Fonte
- World Gazeteer: Paraguay– World-Gazetteer.com